# 킨제이 척도

성적 지향에 대한 척도인 킨제이 척도.

킨제이 척도는 특정 시기의 개인의 성적 경험이나 반응에 대해 서술하는 척도로, 이성애-동성애 평가 척도라고도 불린다.
전적인 이성애를 뜻하는 0에서부터 전적인 동성애를 뜻하는 6까지를 사용한다. 《킨제이 보고서》의 남성편과 여성편 모두에서 "X"로 표기한 추가적인 등급이 무성애를 표시하기 위해 사용되었다. 앨프리드 킨제이, 와델 포머로이 등이 지은 《남성의 성생활》 (1948)에서 처음으로 출판되었으며, 뒤이은 《여성의 성생활》 (1953)에서도 나타났다.

## 표
킨제이 척도의 범위는 스스로를 배타적인(exclusively) 이성애자로 정체화하고, 동성과의 성적인 활동에 대한 경험도, 욕구도 없는 사람을 나타내는 0에서부터, 스스로를 배타적인 동성애자로 정체화하고, 이성과의 성적인 활동에 대한 경험도, 욕구도 없는 사람을 나타내는 6까지 있다. 1에서 5까지는 양쪽 성에 따라 다양한 성적 활동에 대한 욕구를 가진 사람을 표현하며, 순간적이거나 종종 동성에 대한 성적 욕구를 느끼는 것을 포함한다.
| 척도 | 설명                                                |
| ---- | --------------------------------------------------- |
| 0    | 배타적 이성애                                       |
| 1    | 이성애 우선적. 순간적인 동성애 경험                 |
| 2    | 이성애 우선적. 순간적인 동성애보다 조금 더 동성애적 |
| 3    | 이성애와 동성애가 동등                              |
| 4    | 동성애 우선적. 순간적인 이성애보다 조금 더 이성애적 |
| 5    | 동성애 우선적. 순간적인 이성애                      |
| 6    | 배타적 동성애                                       |
| X    | 비-성애                                             |

## 같이 보기
- 양성매념
- 양성애
- 젠더 이분법